# إدموند لوكارد
إدموند لوكارد (13 ديسمبر 1877 - 4 مايو 1966)  عالم إجرام فرنسي، ورائدًا في علم الطب الشرعي وأصبح يُعرف باسم «شيرلوك هولمز في فرنسا». صاغ المبدأ الأساسي لعلم الطب الشرعي: «كل اتصال يترك أثرًا». أصبح هذا المبدأ معروفًا باسم مبدأ تبادل لوكارد.

## السيرة شخصية
ولد لوكارد في سان شاموند بفرنسا في 13 ديسمبر 1877، على الرغم من أن بعض السجلات تزعم أنه ولد عام 1872.  درس الطب والقانون في ليون بفرنسا، وأصبح في النهاية مساعدًا لألكسندر لاكاساني، عالم الجريمة والأستاذ. شغل هذا المنصب حتى عام 1910، ثم بدأ تأسيس مختبره الجنائي.  الواقع في ليون ويكون أول مختبر جنائي في أوروبا. 
في عام 1910 نجح لوكارد في إقناع إدارة شرطة ليون بتزويده بغرفتي علية ومساعدين ليبدأ العمل في أول مختبر شرعي للطب الشرعي.    
ولدت دينيس ابنة لوكارد في 18 نوفمبر 1917 في باريس.
أنتج لوكارد عملاً ضخمًا من سبعة مجلدات، Traité de Criminalistique . كان أيضًا أول من قام بتدوين نقاط جالتون، وهي خصائص بصمات الأصابع التي تهدف إلى تحديد الهوية.   
واصل لوكارد بحثه في ليون حتى وفاته عام 1966.   

## الإرث
من المعروف أن الشاب جورج سيمينون الذي أصبح فيما بعد كاتبًا بوليسيًا معروفًا قد حضر بعض محاضرات لوكارد في عام 1919 أو 1920. 
يعتبر لوكارد هو والد علم الطب الشرعي الحديث. مبدأ التبادل الخاص به هو أساس جميع أعمال الطب الشرعي ينص المبدأ على أنه عندما يتلامس أي جسمين يكون هناك دائمًا انتقال للمادة بين كل كائن.  
في نوفمبر 2012 تم ترشيحه إلى قاعة مشاهير علوم الطب الشرعي في جمعية Québécoise de Criminalistique.